# فهرست نبردهای شاهنشاهی اشکانی
این مقاله فهرستی از جنگ‌ها و نبردهای شاهنشاهی اشکانی با دولت‌های همسایه می‌باشد.

## فهرست
| سال                 | نام نبرد                                           | مکان                        | شاهنشاه اشکانی       | مخالفان                | پادشاه دشمن                 | نتیجه  |
| ------------------- | -------------------------------------------------- | --------------------------- | -------------------- | ---------------------- | --------------------------- | ------ |
| ۲۴۶ پ. م            | لشکرکشی سلوکوس دوم                                 | پارت، هیرکانی               | ارشک یکم             | امپراتوری سلوکی        | سلوکوس دوم                  | پیروزی |
| ۲۰۹ پ. م            | لشکرکشی آنتیوخوس سوم                               | پارت                        | ارشک دوم             | امپراتوری سلوکی        | آنتیوخوس سوم                | شکست   |
| ۱۵۰ پ. م            | لشکرکشی مهرداد یکم به باختر                        | باختر                       | مهرداد یکم           | دولت یونانی بلخ        | اوکراتید یکم                | پیروزی |
| ۱۴۶–۱۴۱ پ. م        | یورش مهرداد یکم به سلوکیان                         | ماد، میان‌رودان، ایلام، پارس | مهرداد یکم           | امپراتوری سلوکی        | دیمتریوس دوم                | پیروزی |
| ۱۴۰ پ. م            | ضدحمله دیمتریوس                                    | میان‌رودان                   | مهرداد یکم           | امپراتوری سلوکی، سکاها | دیمتریوس دوم                | پیروزی |
| ۱۳۰–۱۲۸ پ. م        | ضدحمله آنتیوخوس                                    | هگمتانه                     | فرهاد دوم            | امپراتوری سلوکی        | آنتیوخوس هفتم               | پیروزی‌ |
| ۱۱۲–۱۰۹ پ. م        | دومین جنگ مهرداد دوم با سلوکیان                    | میان‌رودان                   | مهرداد دوم           | امپراتوری سلوکی        | آنتیوخوس نهم                | پیروزی |
| ۱۱۲ تا ۱۰۹ پ. م     | فتح ارمنستان                                       | ارمنستان                    | مهرداد دوم           | ارمنستان بزرگ          | تیگران یکم                  | پیروزی |
| ۱۰۹ تا ۱۰۷ پ. م     | نبرد با سکاها                                      | فرارود                      | مهرداد دوم           | سکاها                  |                             | پیروزی |
| ۱۰۴–۱۰۲ پ. م        | حملهٔ امپراتور وو به ایران                          | سغد                         | مهرداد دوم           | دودمان هان             | امپراتور وو                 | پیروزی |
| ۸۵ تا ۸۰ پ. م       | جنگ اشکانیان و ارمنیان                             | شمال میان‌رودان              | گودرز یکم            | پادشاهی ارمنستان       | تیگران دوم                  | شکست   |
| ۵۳ پ. م             | نبرد حران                                          | حران                        | ارد دوم              | جمهوری روم             | ژولیوس سزار، پومپه و کراسوس | پیروزی |
| ۴۰–۳۸ پیش از میلاد  | حمله نیروهای متحد اشکانیان و طرفداران پومپه به روم | آسیای کوچک، شام             | ارد دوم، فرهاد چهارم | جمهوری روم             | مارک آنتونی                 | پیروزی |
| ۳۳–۴۰ پیش از میلاد  | حمله مارک آنتونی به ایران                          | آناتولی، میان‌رودان          | فرهاد چهارم          | جمهوری روم             | مارکوس آنتونیوس، آگوستوس    | پیروزی |
| ۵۸–۶۳ م             | جنگ ایران و روم (۵۸-۶۳ میلادی)                     | ارمنستان                    | بلاش یکم             | امپراتوری روم          | نرون                        | بن‌بست‌  |
| ۱۱۵–۱۱۷ میلادی      | لشکرکشی تراژان به ایران                            | آناتولی، میان‌رودان          | خسرو اشکانی          | امپراتوری روم          | تراژان                      | پیروزی |
| ۱۴۸ تا ۱۹۳ میلادی   | جنگ ایران و روم (۱۶۶–۱۶۱)                          | ارمنستان، سوریه             | بلاش چهارم           | امپراتوری روم          | مارکوس اورلیوس              | شکست   |
| ۱۹۷ م               | حمله سپتیموس سوروس به ایران                        | میان‌رودان                   | بلاش پنجم            | امپراتوری روم          | سپتیموس سوروس               | شکست   |
| ۲۱۶–۲۱۷ میلادی      | لشکرکشی کاراکالا به ایران                          | آسیای غربی                  | اردوان پنجم          | امپراتوری روم          | کاراکالا                    | پیروزی‌ |
| ۲۴ آوریل ۲۲۴ میلادی | نبرد هرمزگان                                       | مناطق تحت تسلط اشکانیان     | اردوان پنجم          | شاهنشاهی ساسانی        | اردشیر بابکان               | شکست   |

## نگارخانه

نبردها و تکامل سرزمینی اشکانیان